# Крез (департамент)
Крез (фр. Creuse) — департамент в центральній області Франції, один з департаментів регіону Нова Аквітанія. Порядковий номер 23. Адміністративний центр — Гере.
Населення 124,5 тис. чоловік (97-е місце серед департаментів, дані 1999 р.).

## Географія
Площа території 5565 км². Через департамент протікає річка Крез і ряд її приток.
Департамент включає 2 округи, 27 кантонів і 260 комун.

## Історія
Крез — один з перших 83 департаментів, утворених під час Великої французької революції в березні 1790 р. Виник на території колишньої провінції Марш. Назва походить від річки Крез.